# James Colby
James Leo Colby (Arlington, Massachusetts, 1961. szeptember 21. – 2018. február 23.) amerikai színész.
Színpadi szereplései mellett ismert alakításai voltak a Peacemaker (1997), a Hogyan lopjunk felhőkarcolót? (2011), A biztonság záloga (2012), A csodálatos Pókember 2. (2014) és A hazafiak napja (2016) című filmekben. A televízió képernyőjén a  Bűnös Chicago és az Empire című sorozatokban töltött be fontosabb szerepeket.

## Filmográfia

### Film
| Év   | Magyar cím                        | Eredeti cím              | Szerep                    | Magyar hang       |
| ---- | --------------------------------- | ------------------------ | ------------------------- | ----------------- |
| 1994 | Lapzárta                          | The Paper                | mentős                    |                   |
| 1996 | Richard nyomában (dokumentumfilm) | Looking for Richard      | Lovel                     |                   |
| 1997 | Peacemaker                        | The Peacemaker           | limuzinsofőr              |                   |
| 2000 | A bunyós lány                     | The Opponent             | Tommy                     |                   |
| 2009 | A visszavonuló                    | Solitary Man             | John Haverford őrmester   |                   |
| 2010 | Vállalati csalódások              | The Company Men          | Davey                     |                   |
| 2010 |                                   | Loop Planes (rövidfilm)  | Victor                    |                   |
| 2011 | Hogyan lopjunk felhőkarcolót?     | Tower Heist              | Huggins különleges ügynök |                   |
| 2012 | A biztonság záloga                | Safe                     | Mears nyomozó             | Beratin Gábor     |
| 2012 | Maisie tudja                      | What Maisie Knew         | Byron                     |                   |
| 2013 | Llewyn Davis világa               | Inside Llewyn Davis      | rendőr                    |                   |
| 2013 | Idegen földön                     | The Immigrant            | A John                    |                   |
| 2013 |                                   | Clutter                  | Chuck Bradford            |                   |
| 2014 | A csodálatos Pókember 2.          | The Amazing Spider-Man 2 | hivatalnok                |                   |
| 2014 | Piszkos pénz                      | The Drop                 | Sully                     |                   |
| 2015 |                                   | Keep in Touch            | Harrison                  |                   |
| 2015 | Darabokban                        | Demolition               | John                      | Karácsonyi Zoltán |
| 2015 |                                   | Anatomy of the Tide      | Maynard Waterman          |                   |
| 2016 | A hazafiak napja                  | Patriots Day             | Billy Evans főfelügyelő   |                   |

### Televízió
| Év        | Magyar cím                               | Eredeti cím                       | Szerep                       | Megjegyzések           |
| --------- | ---------------------------------------- | --------------------------------- | ---------------------------- | ---------------------- |
| 1992–2008 | Esküdt ellenségek                        | Law & Order                       | több szerep                  | 6 epizód               |
| 1993      |                                          | Tribeca                           | hajléktalan férfi            | 1 epizód               |
| 1994–1995 | Veszélyes küldetés                       | New York Undercover               | egyenruhás                   | 2 epizód               |
| 1998      |                                          | As the World Turns                | Jimmy Cameron                | 1 epizód               |
| 1999      | Sliders                                  | Sliders                           | pultos                       | 1 epizód               |
| 1999–2000 | Pszichozsaru                             | Profiler                          | Kevin Miller                 | 2 epizód               |
| 1999–2004 | New York rendőrei                        | NYPD Blue                         | Ed Boyanovich / Gerald Leary | 2 epizód               |
| 2000      | A kiválasztott – Az amerikai látnok      | Early Edition                     | Kieran O'Rourke              | 1 epizód               |
| 2000      | Ügyvédek                                 | The Practice                      | Mitchell Reese védőügyvéd    | 1 epizód               |
| 2002      | Családjogi esetek                        | Family Law                        | Bob Sifton                   | 1 epizód               |
| 2002–2008 | Esküdt ellenségek: Bűnös szándék         | Law & Order: Criminal Intent      | kidobó/ Lucas Colter         | 2 epizód               |
| 2003      | Vészhelyzet                              | ER                                | Tom Callahan                 | 1 epizód               |
| 2004–2009 | Esküdt ellenségek: Különleges ügyosztály | Law & Order: Special Victims Unit | Greg Dunne / Jeremy Ostilow  | 2 epizód               |
| 2005      | Vak igazság                              | Blind Justice                     | Vic Wheeler                  | 1 epizód               |
| 2006      |                                          | Waterfront                        | állandó szereplő             | 5 epizód               |
| 2009      | Mercy angyalai                           | Mercy                             | Ray Barbera                  | 1 epizód               |
| 2010      | Zsaruvér                                 | Blue Bloods                       | Walter Ryder                 | 2 epizód               |
| 2010      |                                          | Madso's War                       | Mark Ratushewitz ügynök      | tévéfilm               |
| 2011      | A hidegsebész                            | Body of Proof                     | Lou Davis edző               | 1 epizód               |
| 2011      | Ments meg!                               | Rescue Me                         | Joey the Third               | 1 epizód               |
| 2012      | The Big C – A nagy C                     | The Big C                         | Peter                        | 1 epizód               |
| 2013      | A célszemély                             | Person of Interest                | Murphy rendőr                | 1 epizód               |
| 2013      | Megtévesztés                             | Deception                         | Patrick Rayburn              | 3 epizód               |
| 2014      | Feketelista                              | The Blacklist                     | Bobby Johnson                | 1 epizód               |
| 2014      | Taxi                                     | Taxi                              | John Baker százados          | 12 epizód              |
| 2014      | Felejthetetlen                           | Unforgettable                     | Morse hadnagy                | 1 epizód               |
| 2014      | Gotham                                   | Gotham                            | Bill Cranston hadnagy        | 1 epizód               |
| 2014      | Mindörökké                               | Forever                           | Tommy Delgros                | 1 epizód               |
| 2015      | Rejtjelek                                | Blindspot                         | Rossi százados               | 1 epizód               |
| 2015      | Jessica Jones                            | Jessica Jones                     | Brian Jones                  | 1 epizód               |
| 2015–2018 | Bűnös Chicago                            | Chicago P.D.                      | Ray Dwyer                    | 2 epizód               |
| 2016      |                                          | Madoff                            | Ed Manion                    | minisorozat (4 epizód) |
| 2016      | Csúcshatás                               | Limitless                         | Adrian Vescovi               | 1 epizód               |
| 2016      | Válás                                    | Divorce                           | magas részeg férfi           | 1 epizód               |
| 2016      | Elrabolva                                | Taken                             | John McCarron ügynök         | 1 epizód               |
| 2017–2018 | Empire                                   | Empire                            | Burleson                     | 6 epizód               |

## Fordítás
- Ez a szócikk részben vagy egészben  a   James Colby című angol Wikipédia-szócikk ezen változatának fordításán alapul.  Az eredeti cikk szerkesztőit annak laptörténete sorolja fel. Ez a jelzés csupán a megfogalmazás eredetét és a szerzői jogokat jelzi, nem szolgál a cikkben szereplő információk forrásmegjelöléseként.

## További információ
- James Colby a PORT.hu-n (magyarul)
- James Colby az Internetes Szinkronadatbázisban (magyarul)
- James Colby az Internet Movie Database-ben (angolul)
- James Colby a Rotten Tomatoeson (angolul)